# استیون بست
استیون بست (به انگلیسی: Steven Best) (زاده ۱۹۵۵) مدافع حقوق حیوانات، مؤلف و استادیار فلسفه در دانشگاه تگزاس در ال پاسو می‌باشد.

## پیشینه فعالیت
پس از تألیف کتاب تاریخچه آموزش عالی (به انگلیسی: The Chronicle of Higher Education)، بست به عنوان یکی از پیشروان پژوهش علمی در زمینه حقوق حیوانات شناخته شد. وی از پایه گذاران مؤسسه مطالعات انتقادی حیوانات (به انگلیسی: Institute for Critical Animal Studies) می باشد که سابقاً با عنوان مرکز امور آزادی بخشی حیوانات (به انگلیسی: Center on Animal Liberation Affairs) فعالیت می نمود.
شهرت آکادمیک استیون بست بیشتر به‌واسطه طرح مفاهیم پساساختگرایانه در خصوص انقلاب می باشد که بر پایه آزادی جنسی و حقوق حیوانات تعریف شده است.
بست همچنین از پایه گذاران دفتر مطبوعات آزادی بخشی حیوانات در آمریکای شمالی (به انگلیسی: Animal Liberation Press Office) می باشد که به انعکاس فعالیت های شماری از گروه های مدافع حقوق حیوانات به‌خصوص جبهه آزادی بخش حیوانات می پردازد، اگرچه وی صراحتاً عضویت خود را در این گروه انکار کرده است. 